# Mpho Matsi
Mpho Matsi (sinh ngày 7 tháng 2 năm 1990 ở Mamelodi, Gauteng) là một cầu thủ bóng đá người Nam Phi thi đấu ở vị trí hậu vệ và tiền vệ cho Cape Town City ở Premier Soccer League.